# Enrique Adolfo Jiménez
Enrique Adolfo Jiménez, född 8 februari 1888, död 28 april 1970, var en panamansk politiker. Han var Panamas president mellan 1945 och 1948.